# Rozsomák: Snikt!
A Rozsomák: Snikt! (Wolverine: Snikt!) egy ötrészes mini-képregénysorozat volt mely az Amerikai Egyesült Államokban jelent meg 2003-ban a Marvel Comics kiadásában. A sorozat írója és rajzolója a japán mangaka, Nihei Cutomu (弐瓶勉 – angol átírásban; Tsutomu Nihei). A képregény stílusa a japán manga és az amerikai sci-fi képregények ötvözete.
A szokatlan cím egy hangeffektus, amivel a főszereplő karmainak előugrását szokták „illusztrálni” a képregényekben és mára teljesen egyet jelent Rozsomákkal.
A sorozat később gyűjtemény formájában is megjelent a Wolverine Legends című sorozat ötödik részeként. Magyarországi kiadása 2006-ban jelent meg a FuMax kiadásában.

## Látvány
Nihei Cutomu korábbi munkáihoz hasonlóan a Rozsomák: Snikt! is erősen poszt-apokaliptikus, cyberpunk ihletésű, ám fekete-fehér mangáival ellentétben ez a műve színezve jelent meg. A képregényben kevés dialógus található.

## A történet
Nihei szokásához híven egy cyberpunk környezetbe helyezi Rozsomákot. A New Yorkban sétáló Logan felé egy kislány, Fusa nyújtja segítségért a kezét, ám amint megérintik egymást Rozsomák egy alternatív Japánba kerül, ahol egy világméretű katasztrófát követve maroknyi túlélő küzd az életben maradásért. A cselekményvezetés egyszerű, csak Rozsomákra koncentrálunk, az X-Men csapatot szóban csak egyszer említik.

## Marvel multiverzum
A történet valószínűleg nem a Marvel fő valóságsíkjának jövőjében, a 616-os Földön játszódik, hanem valamelyik alternatív valóság jövőjében. Ezt a párhuzamos világot nem hivatalosan Mandate-Földnek, vagy 3071-es Földnek nevezik.

## Magyar fordítás
Marad Snikt a cím. Nincs értelme változtatni. Aligha lenne vonzóbb egy "NYISSZ" felirat a köteten. Ja, és a beíró meg is őrülne, annyi helyen kéne átfesteni.
Hasonló indoklásból maradtak a karakter nevének hagyományosan elterjedt „Rozsomák” fordításánál, mivel a rajongókban korábban visszatetszést keltett az X-Men filmekben használt „Farkas” név. Ugyanígy fontosnak érezték, hogy az alkotó nevét, eredetéhez hűen eredeti japán írással is feltüntessék, amit méreteiben a szélesebb körben ismert angol változat követ, és csak ez alatt szerepel a magyar.
A magyar kiadást Varga Péter fordította, a szerkesztő Bayer Antal. Kiadója a FuMax.
- Nihei Cutomu: Rozsomák. Snikt!; ford. Varga Péter; Goodinvest Kft., Bp., 2006

## Gyűjtemény kiadások
- Rozsomák: Snikt! – ISBN 9-6387-3640-2
- Wolverine: Snikt! – ISBN 0-7851-1239-1